# Liste der geschützten Landschaftsbestandteile im Landkreis Lichtenfels
Im Landkreis Lichtenfels gab es im März 2022 die folgenden ausgewiesenen geschützten Landschaftsbestandteile.